# Akodon aerosus
Akodon aerosus е вид бозайник от семейство Мишкови (Muridae). Видът е незастрашен от изчезване.

## Разпространение
Разпространен е в Боливия, Еквадор и Перу.

## Описание
Теглото им е около 60 g.
Популацията им е стабилна.